# Т-50
Т-50 е съветски лек танк от периода на Втората световна война.

## Създаване
През 1939 г. В Ленинградския завод по опитно машиностроене „Киров“ започва работата върху проект на лек танк за съпровождане на пехотата, който трябва да замени морално остарелия вече танк Т-26. През 1940 г. новата машина е готова и получава условното име „Обект 126“ или както често е наричан – Т-126СП (СП означава „сопровождение пехоты“ – „за съпровождане на пехотата“). „Обект 126“ по бронева защита и огнева мощ превъзхожда леките и повечето от средните чуждестранни танкове от това време. Бронирането му (20-45 мм) съответства на това на първите образци на легендарния среден танк Т-34, а въоръжението му се състои от едно 45-мм оръдие обр. 1934 г. и две 7.62-мм картечници. Разполага с 6-цилиндров дизелов двигател В-3, който позволява на 17-тонната машина да се движи с максимална скорост 35 км/ч. Като недостатък се обаче явява теснотата на пространството за четиричленния екипаж и затова на втория образец на машината е махната едната картечница.
В този си вид „Обект 126“ влиза в Ленинградския машиностроителен завод „К. Е. Ворошилов“, където на негова база е разработен лекия танк Т-50, чийто първи образец е произведен през януари 1941 г.

## Производство
През април 1941 г. Т-50 е приет на въоръжение в Червената армия. Той малко се различава от „Обект 126“ както по конструкция, така и по външен вид. Една от разликите между двете машини е, че на Т-50 е монтиран нов двигател – 6-цилиндровия форсиран дизелов В-4. Точно В-4 се оказва в известна степен една от пречките за бързото навлизане на новия лек танк в масова серия – възникналите трудности при усвояването му в производство спъват и производството на новия танк. Опитът Т-50 да бъде внедрен за производство в Московския завод № 37 не успява – явно новата машина „идва“ твърде тежка за московчани, произвеждащи до този момент 5.5-тонния лек танк Т-40. С цената на големи усилия до началото на Втората световна война от заводите излизат едва около 50 машини Т-50. През август 1941 г. ленинградските заводи са евакуирани зад Урал, където в Барнаул се строи и завод за двигатели В-4, но през януари 1942 г. лекият танк Т-50 е спрян от производство и се преминава към производството на средните танкове Т-34.

## Устройство

### Конструкция
Танкът е изграден по класическа схема с три основни отделения – за управление в предната част, бойно – в средната, и моторно-трансмисионно – в задната част. Корпусът е изграден от заварени бронирани листове. Челният брониран лист, както горните листове на корпуса и кърмата са съединени под рационални ъгли  40 – 50°. Бронираната защита е диференцирана и осигурява противостарядна и противокуршумна защита. Мястото на механик-водача е в предната част на корпуса, изместено леко вляво. Люкът за механик-водача е разположен на горния челен брониран лист подобно на танковете Т-34. Куполата е триместна, с шестоъгълна форма от заварени листове с дебелина по бордовете 37 мм. Командирската куполка е неподвижна, разположена отдясно. Съоръжена е с 8 призми за наблюдение и малък люк за флагова сигнализация. За екипажа са предвидени два люка пред командирската куполка  – от десния влизат пълначът и командирът, а от левия – мерачът. В задната част на купола има допълнителен люк за зареждане с боеприпаси и изхвърляне на гилзите. Този люк може да са използва и от командира, който седи в  средата на задната част на куполата, като авариен изход.

### Двигател и трансмисия
Танкът Т-50 се задвижва от четиритактов, редови 6-цилиндров дизелов двигател с течно охлаждане В-4 с мощност 300 к.с. (224 kW), който е разположен в моторно-трансмисионното отделение. Запалването се осъществява от инерционен стартер или от електродвигател. Предвидено е и запалване със сгъстен въздух. Основните горивни резервоари имат обем 350 л и са разположени в бойното и моторно-трансмисионното отделение. Запасът от ход по шосе е 344 км.
Трансмисията е механична, състояща се от:
- двудисков фрикцион със сухо триене;
- четиристепенна скоростна кутия  – четири скорости напред и една назад;
- два бордови фрикциона и лентови спирачки;
- два бордови редуктора.

Всички приводи за управление на трансмисията са механични.

### Ходова част
Състои се от:
- верига, състояща се от 73 лети трака с ширина 360 мм;
- по 6 двойни опорни ролки с вътрешна амортизация;
- по 3 двойни поддържащи ролки с гумени бандажи;
- водещо колело – отзад;
- направляващо колело с червячен механизъм за натягане на веригите  – отпред.

Окачването на танка е индивидуално торсионно. Над всяка опорна ролка са заварени ограничители на движението на ролката. 

## Въоръжение
Основното въоръжение на Т-50 е 45-мм полуавтоматично нарезно оръдие 20-К обр. 1934 г. с клинов вертикален затвор и дължина на ствола 46 калибъра. Далекобойност на оръдието при стрелба с право мерене – 3.6 км, а от закрити огневи позиции – до 4,8 км. Ъгъл на възвишение и снижение на оръдието по вертикала е от +25 до -7° Движението на оръдието по вертикална и хоризонтална плоскост се осъществява с ръчни приводи. Боекомплектът се състои от 150 унитарни снаряда:
- бронебойно-трасиращ с тъпа глава с балистичен наконечник БР-240
- бронебойно-запалителен трасиращ с тъпа глава с балистичен наконечник БЗР-240
- бронебоен с тъпа глава с балистичен наконечник Б-240
- бронебойно-трасиращ с остра глава с балистичен наконечник БР-240СП
- подкалибрен бронебойно-трасиращ БР-240П
- осколъчен стоманен О-240
- осколъчен чугунен О-240А
- картеч Щ-240

При стрелба с бронебойни снаряди изхвърлянето на гилзата е автоматично, но при осколъчни поради по-слабия откат се налага командирът да отваря затвора и да изважда гилзата. Теоретичната скорострелност на оръдието е 12 изстрела в минута, но поради необходимостта от ръчно извеждане на част от гилзите реалната скорострелност е 4 – 7 изстрела. 
Като допълнително въоръжение на танка са монтирани две 7.62-мм картечници ДТ, сдвоени с оръдието. Боекомплектът им е 64 диска с общо 4032 патрона. Екипажът разполага и с картечен пистолет ППД със 750 патрона и 24 ръчни гранати Ф-1.
За стрелба с оръдието и картечниците мерачът разполага с телескопичен прицел ТОС и втори перископичен прицел ПТ-1.

## Средства за връзка
За външна връзка командирът разполага с радиостанция КРСТБ с обхват до 16 км, а за вътрешна комуникация – вътрешни разговорни устройства ТПУ-3 с ларингофони и слушалки в шлемофоните за 3 абоната  и светосигнално устройство за едностранна връзка на командира с механик-водача. 

## Модификации

### Прототипи
- Т-126(СП) – ранен вариант с противоснарядно оборудване. Произведени са две машини – с дебелина на бронята 45 и 37 мм;
- Т-50-2 – създаден от Кировския завод. Отличава се от стандартния модел с изменена форма на корпуса. Произведена е само една машина, която е загубена по време на боевете за Ленинград.

### Серийни
Поради краткия срок на производство Т-50 има само една серийна модификация, но с две разновидности:
- Т-50 – базов модел;
- Т-50 опростен –  разликата е в типа броня. Опростеният модел е с 40-мм хомогенна броня вместо 37-мм с цементирана повърхност, куполата е лята, а не от заварени листове и част от машините нямат командирска куполки.

### Разработвани машини на базата на Т-50
- Т-127 – олекотена до 12,5 тона версия с по-малко торсионни валове и нов двигател –  Д-744.
- Т-50-2  – разработка на машина с по-мощно 57- или 75-мм оръдие. Няма произведена машина;
- Т-50-3 – опитна разработка на зенитен танк, въоръжен с 25-мм зенитно автоматично оръдие. След евакуацията на завод №174 работата по него е прекратена;
- Огнеметен танк, въоръжен допълнително с огнемет АТО-41. След евакуацията на завод №174 работата по него е прекратена;
- Танк със сдвоени 23-мм зенитни оръдия и минен тралщик – разработките и на двете машини не са довършени поради евакуацията на завода.
- СУ-Т-50 – проект за самоходно оръдие със 76-мм оръдие обр. 1927/32 г. Началото на войната слага край на проекта.

## Бойно използване
Лекият танк Т-50 е една от най-добрите машини от този клас за времето си. Поради приликите във външния си вид и компоновката, той е наричан от някои „малкият Т-34“. По въоръжение, брониране и подвижност той не отстъпва, а в някои аспекти и превъзхожда немския среден танк Pz.Kpfw. ІІІ.
Сведенията за бойното използване на Т-50 са доста ограничени. Знае се, че през август 1941 г. в състава на 1-ва танкова дивизия, сражаваща се на Карелския полуостров, има 10 машини от този тип. През есента на същата година няколко Т-50 воюват в състава на войските на 7-а армия, отбраняваща се на Петрозаводското направление, където една машина е пленена от финландските войски и се използва от тях до края на 1954 г. Има сведения, че през 1943 г. в състава на 5-а гвардейска танкова бригада се числи поне един танк Т-50.
Произведените през декември  1941 и началото на 1942 г. танкове са изпратени към Москва. Там те влизат в състава на 488 отделен танков батальон  – общо 27 машини. От 1 октомври 1942 г. 488 батальон е зачислен към състава на войските от Закавказкия фронт и води тежки боеве в направлението Алпатово  – Наурская до началото на януари 1943 г.
През 1942 г. 45-милиметровото танково оръдие 20К е заменено с новото, по-усъвършенствано 45-мм танково оръдие ВТ-42, с дължина на ствола 68.6 калибра и начална скорост на бронебойния снаряд 950 м/с, което значително повишава бойните възможности на Т-50. Новото оръдие на разстояние 500 м успешно пробива челната броня на всички типове танкове на Вермахта, с изключение на Pz.Kpfw.IV Ausf.H и J, Pz.Kpfw.V „Panther“ и Pz.Kpfw.VI „Tiger“.